# Гидрографические суда типа «Океан»
Гидрографические суда типа «Океан» — серия из трёх судов, построенных на заводе № 194 имени Андре Марти в Ленинграде.

## Разработка

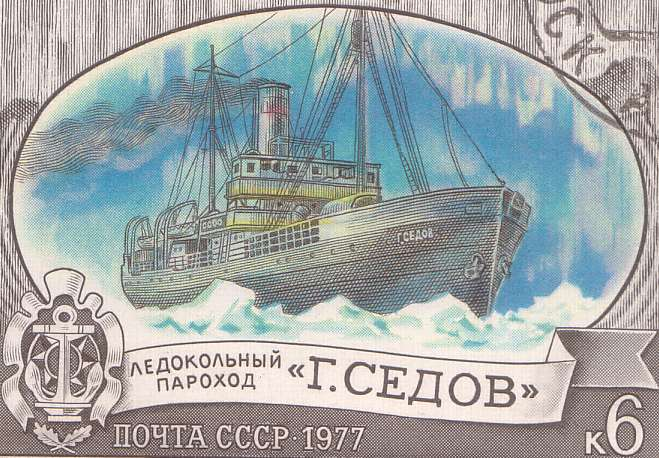
Почтовая марка с изображением парохода «Георгий Седов»

К разработке гидрографических судов приступили в Ленинградском КБ «Судопроект». За основу был взят построенный на верфях Гендерсон и К° в Глазго пароход ледокольного типа «Георгий Седов». Первоначально проект так и носил название «Седов», по имени судна, позже проект получил название «Океан». При проектировании был обобщён опыт работы не только прототипа, но и особенности плавания ледокол-пароходов «Таймыр» и «Вайгач».
Руководителем проекта был назначен Ногид Л. М., главным строителем — Гольденберг Л. С. Главными конструкторами стали Боханевич К. И. (корпус), Горбунов Б. А. (котлы), Титов П. И. (механическая часть), контроль от Регистра СССР осуществлял Путов Н. Е., а ответственными сдатчиками стали Довжиков Е. Д. («Мурман») и Зуль В. Г. («Океан» и «Охотск»).
3 января 1936 года строящимся судам были присвоены имена «Океан», «Охотск» и «Мурман». Суда этого проекта стали самыми большими по водоизмещению гидрографическими судами ледового плавания того периода. Они предназначались для обслуживания навигационного оборудования и проведения гидрографических работ в открытых морях. Район плавания — Баренцево, Карское, Белое, Охотское, Восточно-Сибирское и Японское моря.

## Конструкция

### Корпус
Корпус состоял из 14 секций, для монтажа которых использовалась электросварка, а наружная обшивка крепилась с помощью клёпок. Также корпус был снабжён ледовым поясом, толщина которого составляла от 16 мм у миделя до 22 мм у носа судна. На судне имелась 31 каюта, где размещались 109 человек, из которых 79 — члены экипажа и гидрографической экспедиции.

### Двигатель
Паровая машина тройного расширения и котлы «шотландского» типа с пароперегревателем системы Шмидта изготовлялась на заводе им. Андре Марти, а топки — на Кировском заводе. Температура рабочего пара — 300 °C.
6 августа 1936 года, впервые в истории завода, собранная паровая машина была установлена на «Мурман» целиком, а не собрана из частей внутри корпуса, как было прежде. Общий вес машины составил около 100 тонн.

## Представители проекта
| Название | Зав.№ | Дата закладки | Спуск на воду | Ввод в строй | Примечание |
| -------- | ----- | ------------- | ------------- | ------------ | --- |
| «Мурман» | 201   | 27.05.1934    | 28.05.1935    | 03.03.1937   | 08.05.1939 перечислен в состав минно-тральных сил СФ, с 07.12.1945 был обратно перечислен в состав гидрографической службы СФ.   |
| «Океан»  | 202   | .06.1934      | 01.11.1935    | 21.08.1936   | 24.06.1942 перечислен в состав минно-тральных сил ТОФ, с 26.09.1945 был обратно перечислен в состав гидрографической службы ТОФ. |
| «Охотск» | 203   | .06.1934      | 01.11.1935    | 10.04.1937   | 31.07.1941 перечислен в состав минно-тральных сил ТОФ, с 26.09.1945 был обратно перечислен в состав гидрографической службы ТОФ. |

## История
В июле 1936 года «Океан» первым прошёл ходовые испытания и с августа вступил в строй. С октября началась его активная эксплуатация с временным базированием на Ленинград. «Охотск» и «Мурман» проходили ходовые испытания в начале января 1937 года. По окончании доработок и завершения испытаний, гидрографические суда направились к местам своего постоянного базирования.

3 июня 1937 года первым из Ленинграда в Мурманск вышел «Мурман» — капитан Котцов И. Ф. Во время перехода совместно с ледоколом «Таймыр» принял участие в операции по спасению участников полярной экспедиции Папанина И. Д. «Северный полюс». 19 февраля, суда пробившись к лагерю на дрейфующей льдине, сняли четырёх полярников в точке 70°54′ с. ш. 19°48′ в. д., и передали их на ледокол «Ермак». Во время спасательной экспедиции была применена бортовая авиация — самолёты У-2, Ш-2, П-5. Затем оба судна продолжили переход в Мурманск.
9 июля суда «Океан» (капитан 3-го ранга Равдин А. А.) и «Охотск» (капитан-лейтенант Михайлов П. П.) отправились к месту службы на Тихоокеанском флоте Северным морским путём. Возглавлял отряд инженер-флагман 3-го ранга Лавров А. М. К первому промежуточному пункту — Мурманску, суда прибыли 17 июля. За время перехода на «Охотске» из-за отложений на поверхностях просели топки. После устранения неполадок, 31 июля суда начали самостоятельный переход до Диксона, а далее, — с помощью ледокола «Ермак» суда прошли архипелаг Норденшельда, и 27 августа миновав пролив Вилькицкого, вышли в море Лаптевых. Дальнейшее движение суда продолжили без сопровождения ледоколов, и когда они находились в Карском море, то были привлечены к поиску пропавшего самолёта ДБ-А (Н-209) с экипажем Леваневского С. А. После безрезультатных поисков, 5 сентября «Океан» и «Охотск» прибыли в бухту Провидения. Оттуда суда продолжили свой путь, «Океан» — в Петропавловск-Камчатский, куда он прибыл 24 сентября, а «Охотск» — во Владивосток, куда он прибыл 11 октября. Оба судна вошли в состав Гидрографического отдела Тихоокеанского флота.
В 1939 году «Океан» и «Охотск» входили в состав отряда гидрографических судов, которым были выполнены 190 разовых и 8 суточных гидрологических станций, около 900 измерений поверхностной температуры воды и выброшено 970 бутылок с записками для изучения течений в Японском и Охотском морях, а также в северо-западной части Тихого океана в рамках совместной работы Гидрографической экспедиции Тихого океана (ГЭТО) и Морской обсерватории ТОФ. С 8 мая 1939 года «Мурман» переформирован в минный заградитель.

### Вторая мировая война
При проектировании была предусмотрена возможность переоборудования судов в минно-тральные, сторожевые, корабли для выполнения дозорной или транспортно-вспомогательной службы. В 1940 году этот проект был переработан для переоборудования судов в минные заградители с размещением мин на палубе и в грузовых трюмах, также предусматривалась возможность установки 130-мм орудий,76,2-мм зенитных пушек Лендера и пулемётов.

#### «Мурман»
В 1938 году в память о снятии со льда первой советской дрейфующей станции СП-1 изображён на серии почтовых марок СССР.

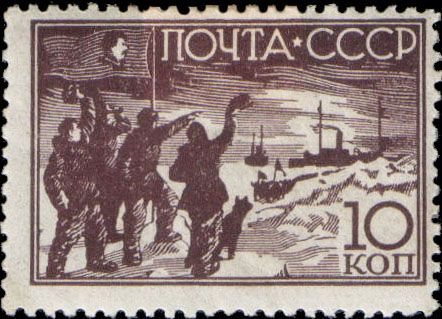
Серия «Снятие со льдины советских полярников станции СП-1»: ледоколы «Мурман» и «Таймыр», коричнево-лиловая.
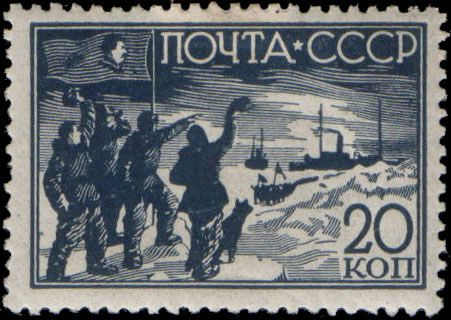
Серия «Снятие со льдины советских полярников станции СП-1»: ледоколы «Мурман» и «Таймыр», тёмно-синяя.

С началом Великой Отечественной войны «Мурман» был вооружён двумя 130-мм пушками и четырьмя 76,2-мм зенитными орудиями, 158 минами. Во время войны «Мурман» осуществлял защиту арктических коммуникаций Северного флота, использовался в качестве ледокольного парохода и эскортного корабля. «Мурман» числился минным заградителем до 7 декабря 1945 года, 8 декабря был разоружён и переформирован в гидрографическое судно Северного флота. В 1960-х годах судно базировалось в Архангельске. Дальнейшая судьба неизвестна.

#### «Океан»
«Океан» был вооружён двумя 130-мм пушками Б-13, четырьмя 76,2-мм зенитными орудиями и 58 минами, 24 июня 1942 года перечислен в минный заградитель ТОФ, также использовался как корабль огневой поддержки.
При высадке первой волны десанта в порт Торо (ныне Шахтерск) должен был быть задействован минный заградитель «Океан», но так как количество десантников было сокращено с 320 до 140 человек, то «Океан» был исключён.
По указанию Военного совета 2-го Дальневосточного фронта, была проведена высадка в порту Маока (ныне Холмск) 113-й стрелковой бригады и сводного батальона морской пехоты. Корабли были сведены в пять отрядов, минный заградитель «Океан» вошёл в отряд артиллерийской поддержки. Командиром высадки десанта был назначен капитан 1-го ранга Леонов А. И.. С 26 сентября 1945 года «Океан» был разоружён и перечислен обратно в состав гидрографической службы ТОФ. Дальнейшая судьба не известна.

#### «Охотск»

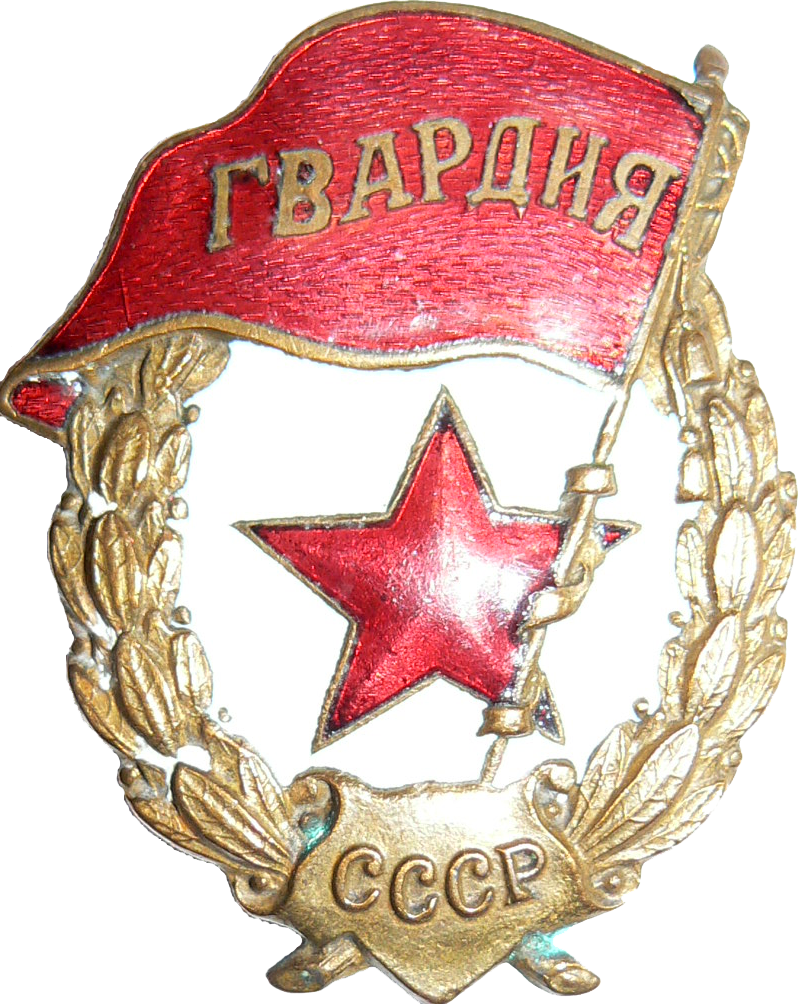
Гвардия

«Охотск» был вооружён тремя 130-мм пушками и двумя 76,2-мм зенитными орудиями и 58 минами, 31 июля 1941 года перечислен в минный заградитель ТОФ. Также «Охотск» (командир капитан-лейтенант Моисеенко В. Л.) входил в состав отряда кораблей артиллерийской поддержки во время Курильской десантной операции. За первый день высадки десанта — 18 августа — выпустил 636 снарядов (2 сторожевых корабля этого же отряда — 508 снарядов). 20 августа 1945 года, при приближении ОБК СССР к военно-морской базе Катаока на острове Шумшу для принятия капитуляции японского гарнизона, по нему был отрыт огонь. Корабли начали отход в море, который остался прикрывать «Охотск», так как на его борту была самая мощная артиллерия (а на двух сторожевиках по 3 102-мм). Корабль получил несколько попаданий, при этом было убито трое и ранено двенадцать моряков, вышло из строя рулевое управление, повреждено освещение и машинный телеграф, возник пожар и стала поступать вода в трюм. Благодаря мужественным действиям экипажа и комендоров «Охотск» в течение 3 часов вёл артиллерийскую дуэль, выпустил около 600 снарядов, что позволило другим кораблям отряда выйти из под обстрела. После командующий операцией приказал возобновить наступление на Шумшу и нанести бомбовые удары по Парамуширу. После массированной артподготовки силы десанта продвинулись вглубь на 5-6 километров, после чего спешно прибыла японская делегация с согласием на капитуляцию.
26 августа 1945 года «Охотск» был удостоен гвардейского звания. А 26 сентября он был разоружён и вновь передан в состав гидрографической службы ТОФ. Дальнейшая судьба не известна.